# Herrenholz
Das Herrenholz ist ein etwa 700 Hektar großer Staatsforst in den niedersächsischen Gemeinden Goldenstedt und Visbek im Landkreis Vechta. Ein circa 287 Hektar großer Teil des Waldes ist als Naturschutzgebiet ausgewiesen.

## Staatsforst

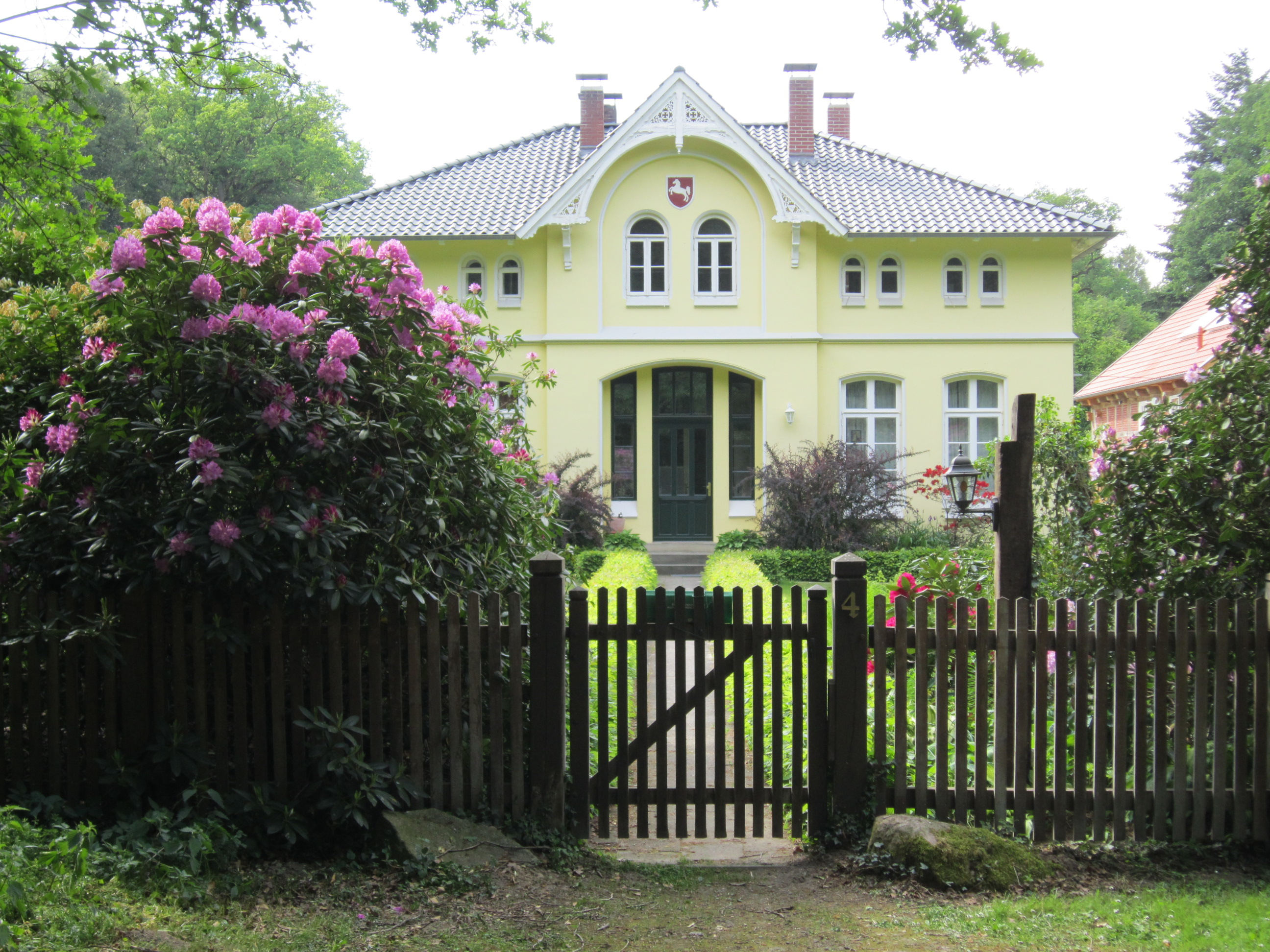
Forsthaus des Staatsforsts Herrenholz

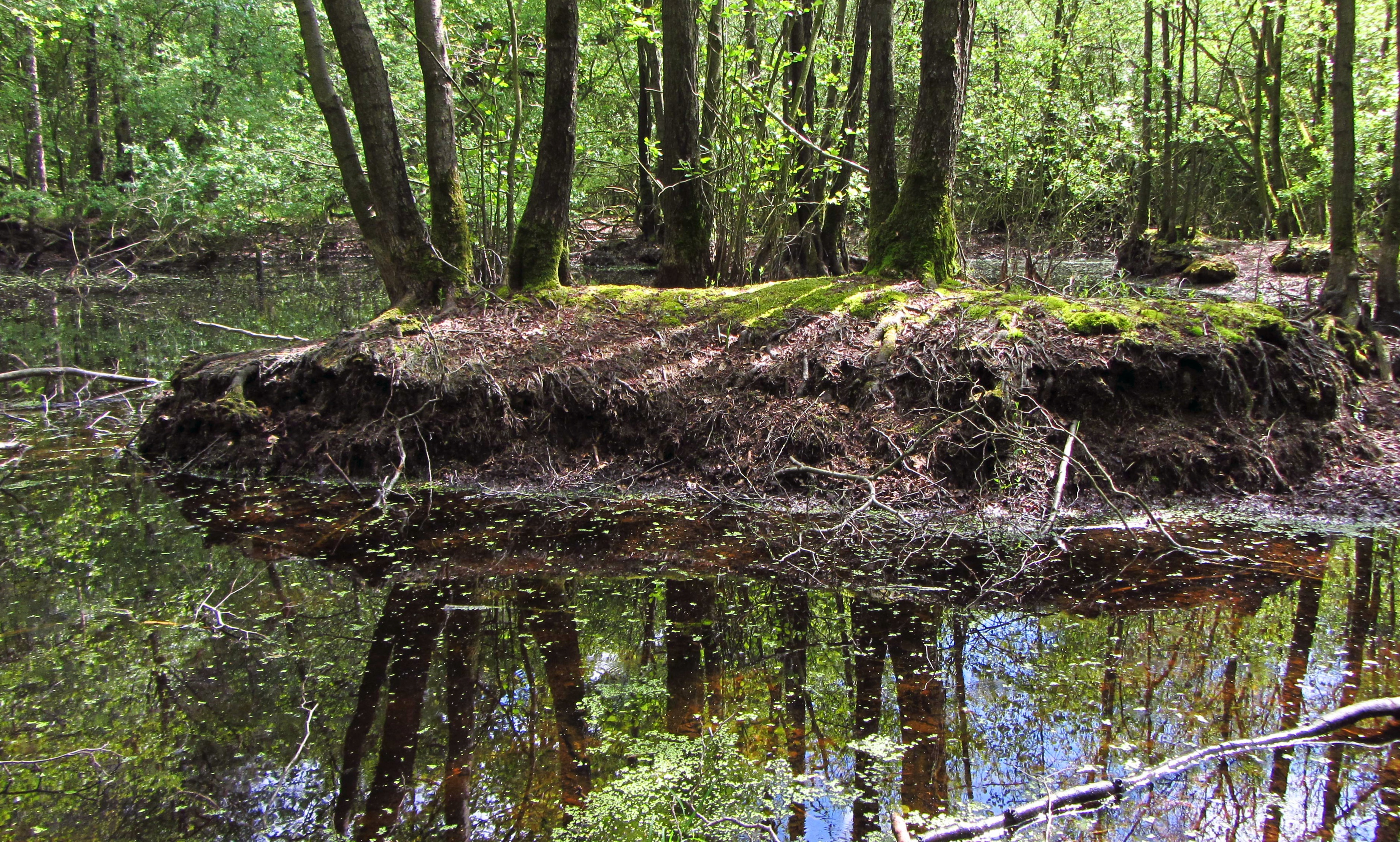
Schlatt im Herrenholz

Das Herrenholz liegt nordöstlich von Vechta im Süden des Naturparks Wildeshauser Geest auf einem historisch alten Waldstandort. Das Waldgebiet lässt sich bis mindestens ins Jahr 819 zurückverfolgen. Damals wurde es als „Fürstliches Gehölz auf Hollwedehusen“ in einem Schutzbrief des deutschen Kaisers Ludwig der Fromme erwähnt. Später wurde der Wald von Fürsten und Herren zur Jagd und Holzgewinnung genutzt. Hierdurch bekam er um Anfang des 19. Jahrhunderts den Namen „Herrenholz“.
Der westliche, kleinere Teil mit den Fluren Wettschenholz und Füchteler Holz südlich des Twillbachs, einem Quellbach der Schlochter Bäke, sowie dem Bereich nördlich davon bis zur Flur Das Pastorat Holz liegt auf dem Gebiet der Gemeinde Visbek, der größere, östliche Teil mit den Fluren Buchholz, Breitenbruch, Herrenholz, Dieken Hester und Stubbenkamp liegt auf dem Gemeindegebiet von Goldenstedt. Der Oberlauf der Twillbäke begrenzt das Gebiet nach Nordwesten. Die Schlochter Bäke durchquert das Herrenholz im Osten. Als topographische Besonderheit durchschneidet die Weser-Ems-Wasserscheide zwischen den Quellbächen der Twillbäke und der Schlochter Bäke von der Flur Das Pastorat Holz das Herrenholz in nordöstlicher Richtung.

## Naturschutzgebiet
Das Naturschutzgebiet Herrenholz mit dem Kennzeichen NSG WE 085 ist ein circa 287 Hektar großes, altes, von mesophilen Eichen-Hainbuchenmischwäldern geprägtes Waldgebiet mit wertvollen Lebensräumen wie kleinen nährstoffreichen Schlatts mit Teichröhrichten und kleinflächigen Erlen-Bruchwäldern. Es geht zurück auf das zum 30. April 1953 ausgewiesene Naturschutzgebiet „Urwald Herrenholz“, das sich im Nordosten des Herrenholzes befand. Dieses wurde 1972 auf 20 Hektar erweitert. Zum 21. März 1987 wurde daraus das circa 32 Hektar große Naturschutzgebiet „Herrenholz“, das schließlich zum 13. April 2017 auf seine heutige Größe erweitert wurde. Das Naturschutzgebiet umfasst den größten Teil des 281 Hektar großen, gleichnamigen FFH-Gebietes und ist fast vollständig vom Landschaftsschutzgebiet „Freesenholz, Stubbenkamp, Wetschenholz, Holtershagen, Buchholz, Breitenbruch, Herrenholz, Arkeburg und Buchhorst“ umgeben. Insgesamt 21,2 Hektar des Naturschutzgebietes sind seit 1972 als Naturwaldreservat ausgewiesen. Zuständige untere Naturschutzbehörde ist der Landkreis Vechta.
Das Naturschutzgebiet stellt einen naturnahen alten Buchen- und Eichenwald unter Schutz. Im als Naturwald ausgewiesenen Teil des Schutzgebietes, bei dem es sich um den Rest eines im westlichen Niedersachsen seltenen Hutewald handelt, wird der Wald seiner natürlichen Entwicklung überlassen. Der übrige Teil des Schutzgebietes wird mit dem Ziel bewirtschaftet, einen naturnahen Wald zu entwickeln und zu erhalten.
Das Naturschutzgebiet ist zu einem großen Teil von Waldgesellschaften umgeben. Kleinflächig grenzt es an landwirtschaftliche Nutzflächen, im Südosten an die Bahnstrecke Delmenhorst–Hesepe.